# Date Terumune
Date Terumune (伊達 輝宗, sinh năm 1543 mất ngày 29 tháng 11 năm 1585), là một daimyō Nhật Bản thời Sengoku. Ông nối tiếp thành công của cha mình Harumune và trở thành người lãnh đạo thứ 16 của gia tộc Date tỉnh Mutsu. Với sự trỗi dậy của Date Masamune, mối quan hệ thân thiện với các gia tộc trước đây được gạt sang một bên khi con ông bắt đầu tấn công và chinh phục tất cả các vùng đất xung quanh, thậm chí cả những người họ hàng gần của ông ở tỉnh Mutsu và Dewa.
Ngạc nhiên và lo lắng trước sức sự mở rộng lãnh địa của nhà Date, một gia tộc láng giềng; nhà Hatakeyama, kêu gọi Terumune hạn chế các chiến dịch quân sự của con trai mình lại. Nhận lời mời ăn tiệc tối của Hatakeyama Yoshitsugu, Terumune nói rằng ông không thể ngăn con mình lại. Và Yoshitsugu quyết định bắt cóc Terumune nhằm gây sức ép với Masamune. Việc này khiến Date Masamune kéo quân tấn công nhà Hatakeyama, hai bên gặp nhau trên bờ sông Abukuma. Terumune ra lệnh cho con cứ tấn công bất kể sự an nguy của mình. Khi Date Masamune ra lệnh tấn công thì Hatakeyama Yoshitsugu chặt đầu Terumune cùng các tùy tùng. Masamune tiếp tục phát động chiến tranh, ông tìm bắt và giết tất cả các gia tộc đã bắt cóc cha mình.